# Colette Hercher
Colette Hercher ist eine deutsche Juristin und war von August 2018 bis Ende Oktober 2024 Präsidentin der Generalzolldirektion (GZD).

## Werdegang
Nach Abschluss ihrer juristischen Ausbildung trat Hercher 1991 bei der Oberfinanzdirektion in  Stuttgart in die Bundeszollverwaltung ein. Von 1992 bis 1998 war sie Referentin für Zollfahndungangelegenheiten im Bundesministerium der Finanzen in Bonn. Danach wurde sie Leiterin des Zollfahndungsamtes in Hamburg. Später übernahm Hercher zusätzlich die Leitung des Zollfahndungsamtes Kiel. Von 2001 bis 2008 hatte sie unterschiedliche Aufgaben als Leiterin von Fach-, Organisations- und Personalgruppen in Chemnitz, Hannover und Neustadt an der Weinstraße. Hercher wurde 2008 Leiterin der Bundesfinanzdirektion Nord in Hamburg und im Januar 2016, nach der Gründung der Generalzolldirektion, Präsidentin der Direktion V (Allgemeines Zollrecht). Im Juli 2016 kehrte sie als Ministerialdirektorin und Abteilungsleiterin für Zoll, Verbrauch- und Umsatzsteuer ins Bundesministerium der Finanzen zurück.
Am 1. August 2018 übernahm Hercher, als Nachfolgerin von Uwe Schröder, die Leitung der Generalzolldirektion und wurde am 11. September jenes Jahres vom damaligen Bundesminister der Finanzen Olaf Scholz in ihr Amt eingeführt. Am 30. Oktober 2024 gab Bundesminister der Finanzen Christian Lindner bekannt, dass Hercher in den einstweiligen Ruhestand verabschiedet wurde. Ihr Nachfolger wurde zum 31. Oktober 2024 Armin Rolfink.